# رأسمالية تنظيمية
يقترح المصطلح الرأسمالية التنظيمية أن صيانة وتطوير العمليات في الاقتصاد السياسي العالمي يعتمد بشكل متزايد على القواعد الإدارية خارج إطار التشريعات والمحاكم. والاتجاه العام رغم عملية التحرير وبما يتجاوزها يرتبط بالنمو بدلاً من انهيار اللوائح. ويمكن أن يمثل عدم وجود اللوائح الاتجاهات في بعض الصناعات (خصوصًا التمويل)، إلا أن المزيد من اللوائح يكون هو الاتجاه العام الذي يميز الرأسمالية الحديثة وما بعد الحديثة على حد سواء. وفي هذا التفسير، فإن اللوائح هي أداة للمنظمات، أي الدول والشركات والمجتمع المدني والمنظمات الهجينة، ويتم تنفيذها في كل الحلبات السياسية وعلى كل المستويات. ويعد مفهوم الرأسمالية التنظيمية بديلاً لمفاهيم مثل الرأسمالية المالية ورأسمالية الرفاهية ورأسمالية الكازينوهات والرأسمالية التنموية ورأسمالية المخاطرة ورأسمالية الدولة ورأسمالية المحاسيب في محاولة لإلقاء المزيد من الضوء على الرأسمالية على أنها نظام متعدد الأشكال.